# Przylesie (województwo opolskie)
Przylesie – wieś w Polsce, założona w 1299, położona w województwie opolskim, w powiecie brzeskim, w gminie Olszanka, około 12 kilometrów od Brzegu na trasie Brzeg – Nysa, leżąca przy autostradzie A4.
W latach 1975–1998 miejscowość położona była w województwie opolskim.

## Zabytki
Do wojewódzkiego rejestru zabytków wpisane są:
- kościół pw. św. św. Stanisława, biskupa i męczennika, z XIV wieku, 1713 r., XX w.
- dom nr 6, 13, 49, 54, 56, z XIX w.
- spichrz, obecnie nr 55
- domy nr 57, 58, 79, 80 i spichrz, 106, 127 (nie istnieje), 139, 149, 150, 164, z poł. XIX w.

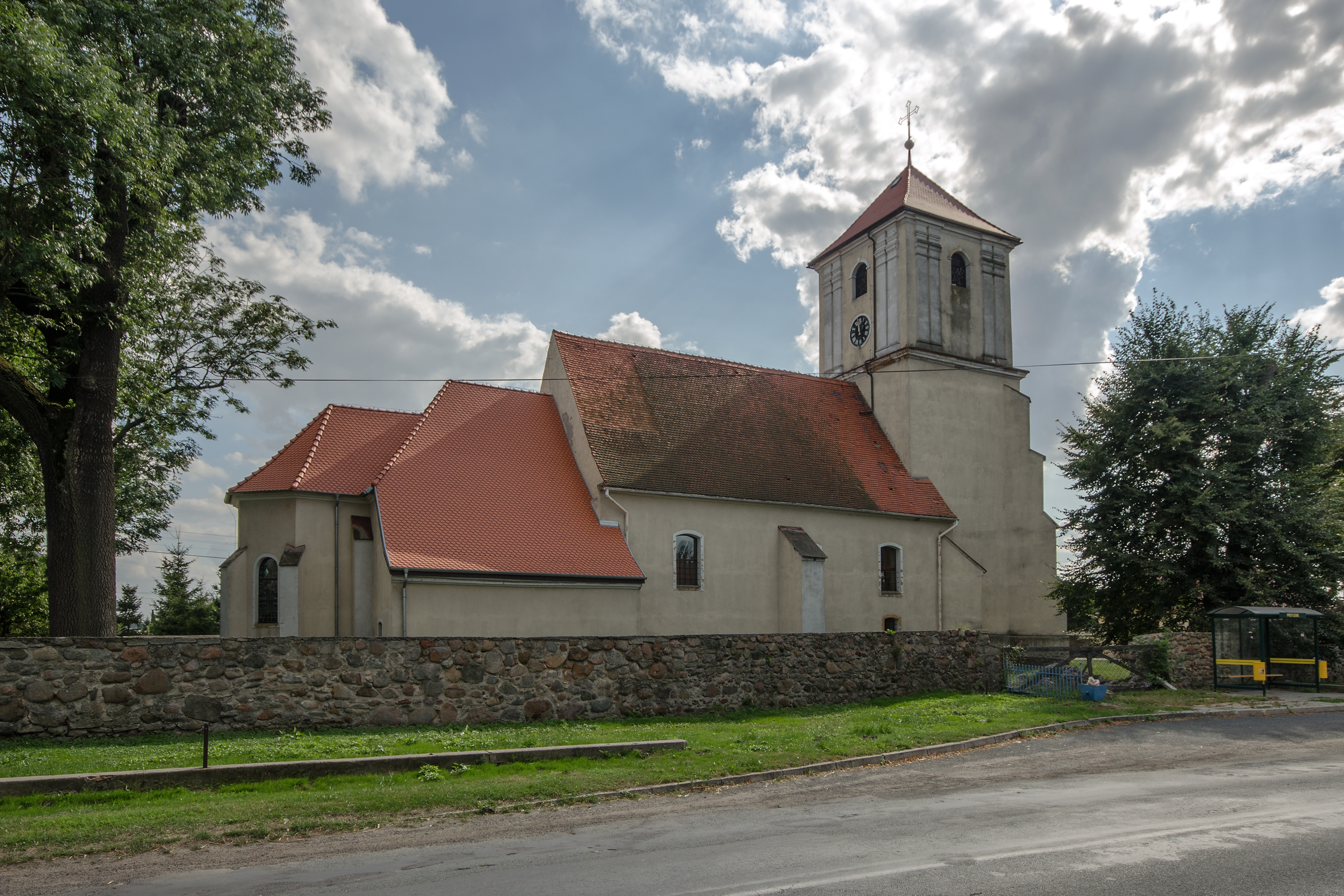
Kościół św. Stanisława Bpa i M. i św. Mikołaja
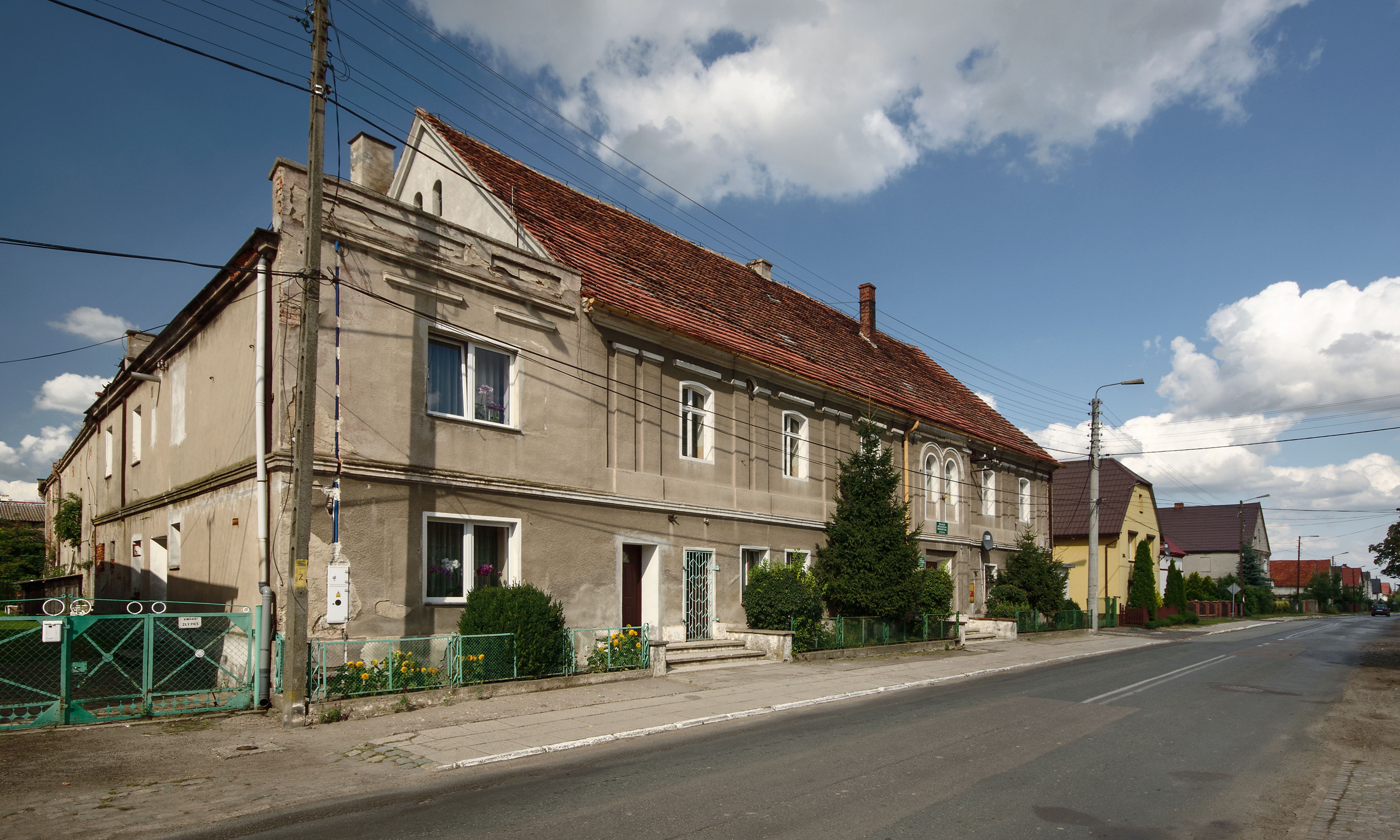
Dom nr 139

## Przyroda
W pobliżu miejscowości jest 17 hektarowy rezerwat przyrody. W nim poniemieckie umocnienia wojskowe (schrony), starodrzew.